# Charles John Biddle

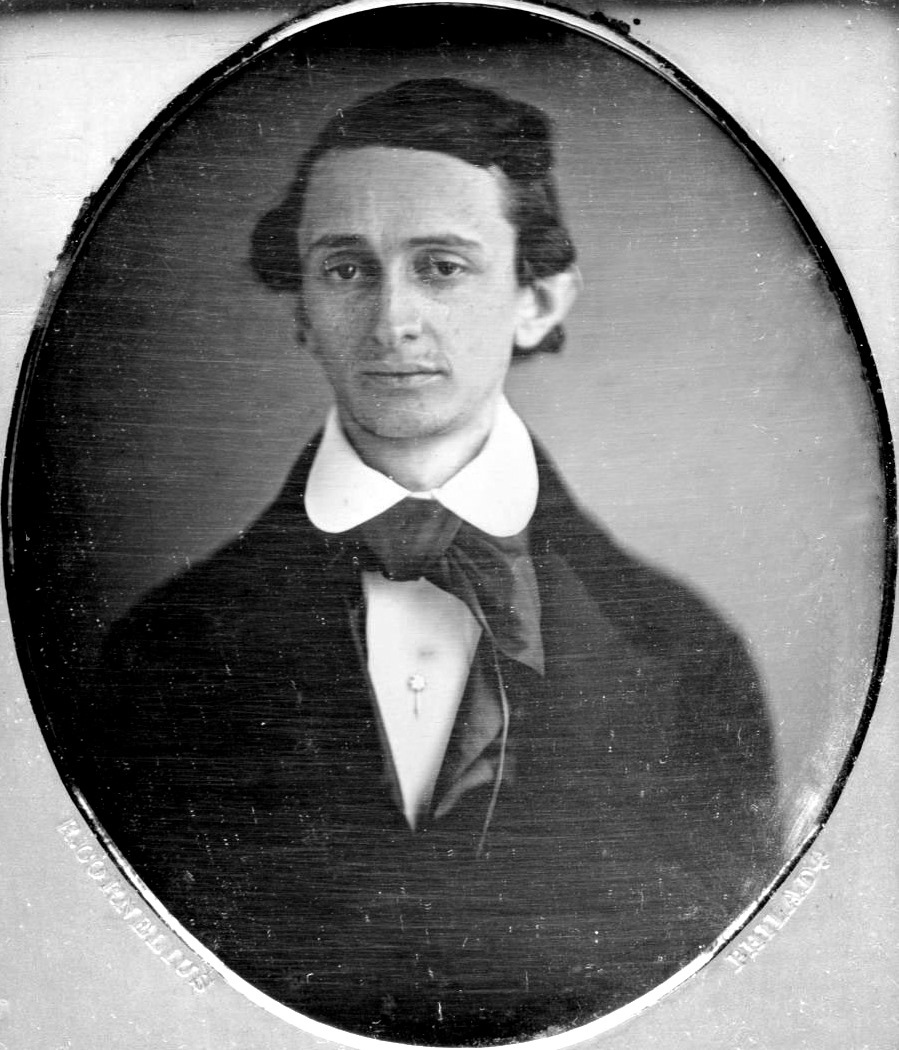
Charles John Biddle

Charles John Biddle (* 30. April 1819 in Philadelphia, Pennsylvania; † 28. September 1873 ebenda) war ein US-amerikanischer Politiker. Zwischen 1861 und 1863 vertrat er den Bundesstaat Pennsylvania im US-Repräsentantenhaus.

## Werdegang
Charles Biddle war der Neffe des Kongressabgeordneten Richard Biddle (1796–1847). Er besuchte bis 1837 das Princeton College. Nach einem anschließenden Jurastudium und seiner 1840 erfolgten Zulassung als Rechtsanwalt begann er in Philadelphia in diesem Beruf zu arbeiten. Biddle nahm dann als Brevet-Major am Mexikanisch-Amerikanischen Krieg teil. Danach setzte er seine Anwaltstätigkeit in Philadelphia fort. In den Jahren 1861 und 1862 war er in der Anfangsphase des Bürgerkrieges Oberst einer Reserveeinheit aus Pennsylvania. Politisch war er Mitglied der Demokratischen Partei.
Nach dem Rücktritt des Abgeordneten Edward Joy Morris wurde Biddle bei der fälligen Nachwahl für den zweiten Sitz von Pennsylvania als dessen Nachfolger in das US-Repräsentantenhaus in Washington, D.C. gewählt, wo er am 2. Juli 1861 sein neues Mandat antrat. Da er im Jahr 1862 nicht bestätigt wurde, konnte er bis zum 3. März 1863 nur eine Legislaturperiode im Kongress absolvieren, die von den Ereignissen des Bürgerkrieges geprägt war. Im Jahr 1863 wurde Charles Biddle in Pennsylvania Staatsvorsitzender der Demokraten. Außerdem wurde er Miteigentümer und Herausgeber der Zeitung Philadelphia Age. Er starb am 28. September 1873 in Philadelphia, wo er auch beigesetzt wurde.